# ميناء بليسيتسك الفضائي
ميناء بليسيتسك الفضائي (بالروسية: Космодром Плесе́цк) هي قاعدة فضائية روسية توجد في ميرني في أوبلاست أرخانغلسك. تبعد عن موسكو 800 كم شمالًا وجنوب أرخانغلسك ب200 كم. هي قاعدة مسؤولة عن إطلاق وتخزين الصواريخ وتتولى أيضًا عددًا من المهام الفضائية، تأسست عام 1957، وتشغلها الآن القوات الفضائية الروسية. زاد النشاط فيها بعد انهيار الاتحاد السوفيتي وفي بداية القرن الواحد والعشرين.
نسبة لموقعها على خط العرض المرتفع، تُعدّ قاعدة بليسيتسك مُلائمةً بشكلٍ خاصٍّ لأنواعٍ مُحددةٍ من إطلاق الأقمار الصناعية، مثل تلك المُوجّهة إلى مدارات مولنيا ، وقد استُخدمت تاريخيًا كمنشأة إطلاق ثانوية. أُجريت مُعظم عمليات الإطلاق المدارية السوفيتية من قاعدة بايكونور الفضائية، الواقعة في جمهورية كازاخستان السوفيتية الاشتراكية. ومع ذلك، بعد تفكك الاتحاد السوفيتي، أصبحت بايكونور جزءًا من كازاخستان ، التي بدأت تتقاضى رسومًا من روسيا لاستئجار الأرض لاستخدامها. ونتيجةً لذلك، شهدت بليسيتسك نشاطًا متزايدًا بشكلٍ ملحوظٍ منذ العقد الأول من القرن الحادي والعشرين، وخاصةً لإطلاق الأقمار الصناعية العسكرية.